# Chef de l'opposition (Dominique)
Pour les articles homonymes, voir Chef de l'opposition.
Le Chef de l'opposition du Commonwealth de Dominique est le Membre du Parlement qui dirige l'opposition officielle à la Chambre de l'assemblée de la Dominique. L'actuel Chef de l'opposition est Lennox Linton du Parti des travailleurs unis, assermenté en décembre 2014. Le poste était auparavant occupé par Hector John, le plus jeune à occuper ce poste.

## Liste des Chefs de l'Opposition
| Chef            | Parti | Début           | Fin             |
| --------------- | ----- | --------------- | --------------- |
| Michael Douglas | DLP   |                 |                 |
| Edison James    | UWP   | 1er juin 1990   | 14 juin 1995    |
| Brian Alleyne   | DFP   | 1995            | 1996            |
| Rosie Douglas   | DLP   | 1996            | 3 février 2000  |
| Edison James    | UWP   | 3 février 2000  | 16 juillet 2007 |
| Earl Williams   | UWP   | 16 juillet 2007 | 30 juillet 2008 |
| Ronald Green    | UWP   | 8 aout 2008     | 3 février 2010  |
| Hector John     | UWP   | 19 juillet 2010 | 8 décembre 2014 |
| Lennox Linton   | UWP   | 8 décembre 2014 | en cours        |